# 茨城県の石材用手押軌道群
茨城県の石材用手押軌道群（いばらきけんのせきざいようておしきどうぐん）では、茨城県で産出される石材（花崗岩）の輸送を目的として敷設された軌道について述べる。採石場から最寄りの駅まで人力で輸送していた。トラックの進出により軌道は撤去された。

## 樺穂興業
筑波鉄道樺穂駅より加波山で産出される真壁御影石を搬出するため敷設された。
樺穂興業は1921年（大正10年）10月10日に設立された軌道法に基づく事業者。兼業として石材採掘販売もおこなった。筑波鉄道に駅用地の提供をして樺穂駅が1922年（大正11年）3月20日に開業になり、1923年（大正12年）3月21日 軌道特許状が下付されると加波山の採石場から樺穂駅まで軌道を敷設、8月28日に開業した。片勾配を利用して人力により運んだ。貨物取扱いは年々増加したが樺穂駅の開設費用負担により開業以来かなりの間赤字決算を続けた。戦後燃料の供給が安定するとトラック輸送に切り替わり、廃止日は1954年（昭和29年）9月30日であるがそれ以前から休止していた。

### 路線データ
- 路線距離：樺穂村地内、開業時2.84km、廃止時3.7km
- 軌間：609mm = 2ft

### 輸送・収支実績
| 年度             | 貨物数量（噸） | 営業収入（円） | 営業費（円） | 営業益金（円） | 雑収入（円） | 雑支出（円） | 支払利子（円） |
| ---------------- | -------------- | -------------- | ------------ | -------------- | ------------ | ------------ | -------------- |
| 1923（大正12）年 | 1,500          | 2,034          | 2,644        | ▲ 610          | 1,629        | 2,322        |                |
| 1924（大正13）年 | 4,660          | 7,022          | 10,173       | ▲ 3,151        | 8,008        | 9,451        |                |
| 1925（大正14）年 | 6,118          | 6,591          | 5,275        | 1,316          | 9,705        | 8,131        | 1,094          |
| 1926（昭和元）年 | 10,220         | 12,514         | 10,163       | 2,351          | 1,053        |              | 583            |
| 1927（昭和2）年  | 9,291          | 14,658         | 12,649       | 2,009          |              |              | 916            |
| 1928（昭和3）年  | 10,515         | 19,397         | 13,755       | 5,642          |              | 償却金2,881  | 908            |
| 1929（昭和4）年  | 10,383         | 19,279         | 15,951       | 3,328          |              | 償却金1,000  | 588            |
| 1930（昭和5）年  | 6,699          | 11,281         | 11,461       | ▲ 180          |              | 償却金400    | 830            |
| 1931（昭和6）年  | 5,311          | 7,186          | 6,353        | 833            |              |              | 858            |
| 1932（昭和7）年  | 5,803          | 7,822          | 6,227        | 1,595          |              | 償却金700    | 819            |
| 1933（昭和8）年  | 6,021          | 8,126          | 6,298        | 1,828          |              | 償却金950    | 774            |
| 1934（昭和9）年  | 4,431          | 6,291          | 6,008        | 283            |              |              | 746            |
| 1935（昭和10）年 | 5,087          | 5,751          | 5,556        | 195            |              |              | 600            |
| 1936（昭和11）年 | 5,486          | 6,169          | 5,129        | 1,040          |              | 396          | 549            |
| 1937（昭和12）年 | 6,403          | 報告書未着     |              |                |              |              |                |
| 1939（昭和14）年 | 8,181          | 11,500         | 11,445       | 55             |              |              |                |
| 1941（昭和16）年 | 6,975          | 12,380         | 10,884       | 1,496          |              |              |                |
| 1948（昭和23）年 | 4,733          |                |              |                |              |              |                |
| 1949（昭和24）年 | 3,114          |                |              |                |              |              |                |

- 鉄道院鉄道統計資料、鉄道統計資料、鉄道統計、鉄道統計年報、地方鉄道軌道統計年報より（1937年まで国立国会図書館デジタルコレクションで閲覧）

## 稲田軌道
水戸線稲田駅まで周辺の採石場から稲田御影石を搬出するため敷設された。
1896年（明治29年）、東京の石材業者鍋島彦七郎が稲田を訪れ、ここに良質な花崗岩（御影石）が無尽蔵にあること、東京からも至近であることに注目し、開発に乗り出した。当時水戸鉄道（→日本鉄道）が開通していたが稲田には駅がなかったため笠間駅まで山から6キロ以上の距離を人力や馬力で運ばねばならず大変な輸送であった。そこで鍋島は地元民の協力のもと土地1550坪を買収しこれを駅用地として日本鉄道に提供し1897年（明治30年）に稲田に貨物駅が誕生した。同時に堂峰、西沢の採石場から駅までトロッコ軌道を敷設し輸送効率をあげた。当初は軌条に木材（樫）を使用したので過重積載があると切損事故がおこり運行に支障が出たので後に鉄製に交換した。
しばらくして東京馬車鉄道が電化されることになり路面敷石として稲田御影石が大量注文をうけ、稲田駅は石材の発送でにぎわった。稲田には業者が増加し、中野喜三郎や土屋大次郎がそれぞれの採石場から稲田駅までトロッコ軌道を敷設した。1920年（大正9年）には中野喜三郎が中心となり石材業者が茨城軌道株式会社を設立し、稲田駅から仏頂山まで9ポンド鉄製軌道を敷設（6キロ、茨城軌道線）。また長山佐七が土屋線の茅場より鏡ヶ池を通って仏頂山裏の奈良駄峠の採掘場まで軌道を敷設した。これは隧道があるなどかなり大掛かりであったが採算がとれず数年で閉山してしまい軌道は撤去された。戦後になりトラックが採石場に直接乗り入れるようになると人力による輸送では立ち行かず、次々と撤去されていき、最後の軌道が撤去されたのは1965年（昭和40年）のことであった。
- 1896年（明治29年） - 1897年（明治30年） - 石材業者鍋島彦七郎が堂峰、西沢の採掘をてがけ、木製軌道（鍋島線）（2キロ）を敷設。後に9ポンドの鉄製軌条に交換
- 1903年（明治36年） - 中野喜三郎の中野組（後の中野組石材工業）が烏帽子（→前山）の採掘場から稲田駅まで12ポンド鉄製軌条を敷設（中野線）
- 1906年（明治40年） - 土屋大次郎が茅場、大広間に9ポンドの鉄製軌条を敷設（土屋線）
- 1918年（大正7年） - 鍋島商店稲田事務所の事業をその支配人だった初代高田愿一（高田商店、後の株式会社タカタ）が継承する。
- 1919年（大正8年） - 稲田沢より山口にいたる道路の改修により軌道の一部を撤去
- 1920年（大正9年） - 中野喜三郎が中心となり石材業者が茨城軌道株式会社を設立す。稲田駅から仏頂山まで9ポンド鉄製軌道を敷設（6キロ、茨城軌道線）。のちに茨城軌道は石材輸送をトラック輸送に切り替えたため軌道線を日東石材株式会社に譲渡した。
- 時期不明 - 長山佐七が土屋線の茅場より鏡ヶ池を通って仏頂山裏の奈良駄峠の採掘場まで軌道を敷設（8キロ）。採算がとれず数年で閉山し、軌道撤去。
- 1952年（昭和27年） - 茅場、大広の土屋線の軌道撤去。
- 1957年（昭和32年） - 岩倉、西沢、堂峰の軌道（高田線）撤去。
- 1965年（昭和40年） - 前山から駅に通じる中野線撤去。

## 羽黒軌道
岩瀬町で産出されている花崗岩は羽黒石と呼ばれており、明治中期より盛んになった。1904年（明治37年）4月に石材積込みの貨物駅として水戸線に羽黒駅が設置されるようになると翌年に石材業者の大貫亀吉らは池亀山-羽黒駅間（6キロ）に石材輸送のトロッコを敷設した。後には山口山まで延長した。

## 岩間人車軌道
常磐線岩間駅より難台山まで軌道が敷設されていた。
難台山の花崗岩は1890年（明治23年）頃から採掘されたようである。採掘された石材は大八車や馬車、舟で運ばれていた。やがて1895年（明治28年）に日本鉄道 (当時) によって岩間駅が開業し、水戸・小山方面を結ぶ鉄道が開通すると、輸送力も向上し大規模な開発がおこなわれるようになった。東京神田の日本石材株式会社は難台山から岩間駅まで軌道の敷設を計画したが地元住民の反対もあり開山は遅れ、1912年（明治45年）頃になったようである。しかし難台山の花崗岩は石質が硬く採掘に手間取ること、石に白斑が散見されることなど問題が多くこの開発は稲田御影石には及ばなかった。そのため昭和初期になると閉山してしまった。撤去された軌条は軍に供出されたと伝えられている。